# 엠마 왓슨
엠마 샬럿 듀에어 왓슨(영어: Emma Charlotte Duerre Watson 엠마 왓슨[*], 1990년 4월 15일 ~ )은 영국의 배우 겸 모델이다.
파리에서 태어나 옥스퍼드셔에서 자란 왓슨은 드래곤 스쿨에 다녔고, 스테이지코치 예술학교의 옥스퍼드 지부에서 배우로써 교육을 받았다. 그녀는 영화 《해리 포터》 시리즈에서 헤르미온느 그레인저 역으로 유명세를 얻었으며, 이전에는 학교 연극에서만 활동했었다. 2001년부터 2011년까지 총 여덟 편의 동명의 소설을 원작으로 한 영화 해리 포터 프랜차이즈는 왓슨에게 세계적인 명성과 1,000만 파운드 이상의 수익을 안겨줬다. 《해리 포터》 외에도, 처음으로 성우에 도전한 애니메이션 영화 《작은 영웅 데스페로》과 소설 《발레 슈즈》를 각색한 동명의 텔레비전 드라마에 출연했다. 이후로 그녀가 주연을 맡은 작품들로는, 《월플라워》와 《블링 링》, 잠시 자신의 "과장된" 버전을 보여준 《디스 이즈 디 엔드》, 주인공(러셀 크로우)의 양녀 역을 연기한 《노아》가 있다. 2017년 실사 영화로 각색한 《미녀와 야수》에서 벨 역을 연기했다.
2011년부터 2014년까지, 왓슨은 시간을 분할해 영화 촬영과 그녀의 학업을 병행했다. 브라운 대학교와 옥스퍼드 대학교에서 공부하였고 영문학을 전공해 2014년 5월 학사 학위를 받아 졸업하였다. 왓슨은 버버리와 랑콤의 캠페인으로 모델 일에도 활동 영역을 넓혔다. 또한 패션 컨설턴트인 왓슨은 친환경 의류 브랜드 피플 트리와 콜라보레이션 라인을 선보이기도 했다. 왓슨은 2014년 영국 아카데미상(BAFTA)에서 올해의 영국인 예술가상을 수상했다. 같은 해, 그녀는 UN 여성 친선대사로 위촉되었다. UN 여성 인권신장 운동인 히포쉬(HeForShe) 캠페인을 진행 중이다.

## 어린시절
왓슨은 프랑스 파리에서 잉글랜드 출신의 변호사 재클린 루이스비와 크리스 왓슨의 딸로 태어났다. 왓슨이 파리에서 태어난 이유는 그녀의 외할머니가 프랑스인이었기 때문이다. 왓슨은 만 5세 때까지 파리에서 살았다. 그녀의 부모님은 그녀가 어렸을 때 이혼을 하였고, 왓슨은 어머니와 함께 살기 위해 다시 잉글랜드로 이동해, 그녀의 어머니, 3살 터울의 남동생과 옥스퍼드셔에서 살았고, 주말에는 런던에 있는 아버지의 집에서 지냈다. 왓슨에게는 재혼한 아버지를 통해 생긴 이복동생이 3명 있다. 왓슨은 그녀가 평소 프랑스어를 잘 사용하지는 않지만, 약간의 대화는 가능하다고 한다. 이외에도 그녀는 독일어와 이탈리아어를 구사할 수 있다고 한다. 이후 옥스퍼드로 어머니와 남동생(알렉스)과 이동한 그녀는 사립초등학교인 드래곤 스쿨(Dragon School)에 2003년까지 다녔다. 만 6세가 되던 때, 그녀는 배우가 되기를 꿈꾸었고, 스테이지코치 연극 예술(Stagecoach Theatre Arts)의 옥스퍼드 지점의 시간제 연극학교에서 노래, 댄스와 연기를 배웠다. 만 7세 때에는 시 낭송 대회에 나가 1등을 차지하기도 했다.
만 10세가 된 때, 왓슨은 《Arthur: The Young Years》 와 《The Happy Prince》를 포함한 스테이지코치 제작사와 교내 연극 등의 다양한 작품에 출연했지만, 《해리 포터》 시리즈 이전까지 전문적인 연기 활동은 없었다. 이후 드래곤 스쿨에 다니던 왓슨은 명문 여자사립 초·중·고등학교인 헤딩턴 스쿨(Headington School)로 전학했다. 영화 촬영을 하는 동안, 학교에 출석하지 못한 그녀와 그녀의 동료들은 하루에 최대 다섯 시간 동안 가정 교사로부터 수업을 받았다. 2006년 6월, 그녀는 GCSE 시험(영국의 중등 교육 수료 시험)의 10과목 중에 8과목은 A+를 맞았고, 2과목은 A점을 맞았다.

## 경력

### 1999–2003: 데뷔와 초기 경력

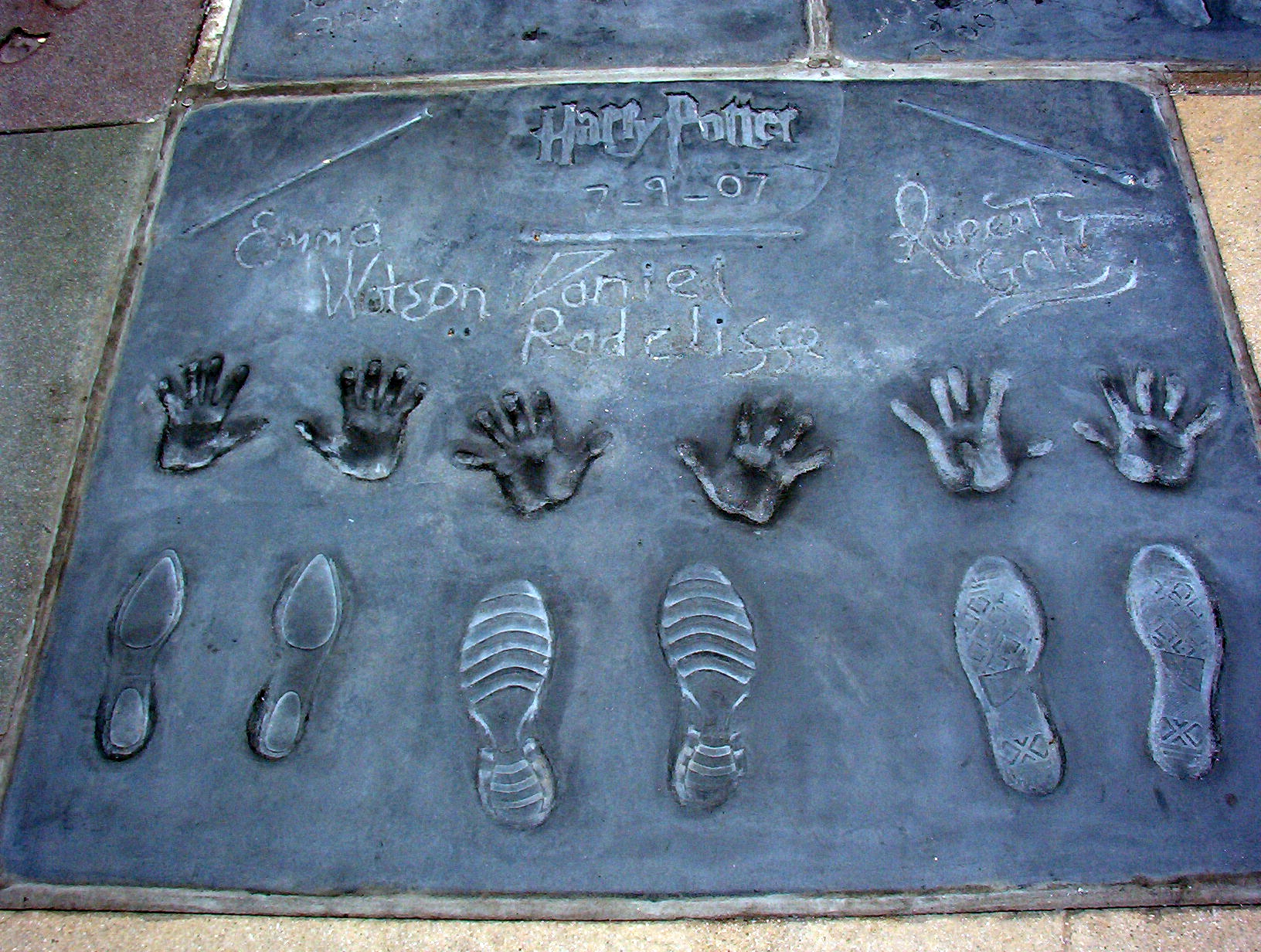
2007년 왼쪽부터 왓슨, 래드클리프, 그린트의 핸드프린팅, 풋프린팅과 요술 지팡이 (Wand)

1999년, 영국의 작가 J. K. 롤링의 베스트셀러 소설을 각색한 영화 《해리 포터와 마법사의 돌》의 캐스팅을 시작했다. 캐스팅 에이전트는 그녀의 옥스포드 극장의 연극 교사를 통해 왓슨을 발견했고, 제작자는 그녀의 자신감에 감동했다. 이후 영국 전역의 내노라 하는 아역 배우들과 경쟁 속에서 왓슨은 여덟 번의 오디션을 걸쳐 제작자의 데이비드 헤이먼에 의해 각각 해리 포터와 론 위즐리 역을 맡게 된 다니엘 래드클리프와 루퍼트 그린트와 함께 그들의 학교 친구 헤르미온느 그레인저 역에 캐스팅되었다. 롤링은 왓슨의 첫 스크린 테스트 때 그녀를 추천했다고 알려졌는데, 1차 스크린 테스트 필름을 보았을 때부터 왓슨이 헤르미온느에 적역이라는 걸 감지했다고 한다. 그리고 심사위원들이 가장 크게 점수를 준 부분은 오디션에서 선보인 확신에 차 있으면서도 자연스러운 연기였다. 《해리 포터와 마법사의 돌》은 2001년에 개봉되었고, 왓슨의 첫 영화 데뷔작이다. 이 영화는 일간 오프닝과 주말 오프닝에서 사상 최고의 매출 기록을 기록해, 2001년 최고 흥행 수익을 올린 작품이 되었다. 비평가들은 세 명의 주연들의 연기에 찬사를 보냈고, 그 중 왓슨은 특별한 찬사를 받아 자주 지목되었고; 데일리 텔레그래프에서는 그녀의 연기에 대해 “감탄스럽다.”고 했으며, IGN은 그녀가 “영화를 훔쳤다.”고 평했다. 왓슨은 "마법사의 돌"에서의 연기로 다섯 번의 상에 후보 지명되었고, 젊은 예술가상(영 아티스트 어워드)에서 젊은 여자연기상을 수상했다.
그해 말, 왓슨은 두 번째 시리즈 《해리 포터와 비밀의 방》에 헤르미온느로 돌아왔다. 주연 배우들의 앙상블 연기는 리뷰에서 찬사를 받았다. 로스 앤젤레스 타임즈는 왓슨과 그의 동료들은 영화 속에서 지난 1년 사이 많이 성숙해졌다고 언급했다. 반면 타임지에서는 왓슨의 뛰어난 인기 캐릭터 연기를 “너무나 못 살리고 있다.”라며 크리스 콜럼버스 감독을 비판했다. 왓슨은 그녀의 연기에 호평을 받아 독일 잡지 브라보에서 주관한 오토상(Otto Award)에서 실버 스타상을 수상했다.

### 2004–2011: 지속적인 성공, 해리 포터와 다른 역할들

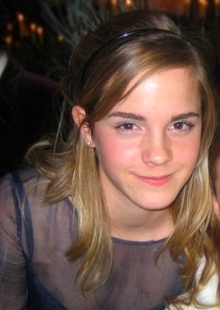
2005년 11월 《해리 포터와 불의 잔》 시사회에서 왓슨.

2004년, 세 번째 시리즈의 《해리 포터와 아즈카반의 죄수》이 개봉되었다. 왓슨은 헤르미온느의 적극적인 역할에 감사해했고, 그녀의 역할은 "위압적"이고 “판타스틱한 역할의 공연”이라고 말했다. 하지만 비평가들은 래드클리프의 연기에 대해 "나무처럼 뻣뻣하다"고 혹평했지만, 그들은 왓슨을 칭찬했으며, 뉴욕 타임즈에서는 그녀의 연기에 대해 "다행히도 래드클리프 씨의 단조로움은 왓슨 양의 연기에 의해 상쇄된다. 해리가 확장된 마법 능력을 과시할 수 있을지는 모르지만 ... 헤르미온느는 ... 드레이코 말포이에게 비마법적인 주먹을 날린 것에 큰 박수를 보낸다"고 평했다. 《아즈카반의 죄수》는 《해리 포터》 영화 시리즈 중에서 가장 낮은 수익을 기록했지만, 왓슨은 오토 어워드의 골드 스타상과 토털 필름에서 주관한 시상식에서 올해의 아역 연기상을 수상하여 두 개의 상을 거머쥐었다.
《해리 포터와 불의 잔》(2005)으로, 왓슨과 《해리 포터》 영화 시리즈는 새로운 이정표에 도달했다. 이 영화는 미국의 비수기 시즌의 5월에 주말 오프닝과, 영국의 주말 오프닝에서 《해리 포터》 주말 오프닝의 최고 수익을 기록했다. 비평가들은 10대가 된 왓슨과, 함께한 연기자들의 한층 증가된 성숙함을 칭찬했다. 뉴욕 타임즈는 그녀의 연기가 "감동적인 정도로 진심 어렸다고" 평했다. 영화 내에서 나오는 유머는 성숙한 세 명의 주인공 사이의 긴장감에서 나오는데, 그녀는 "전 논쟁하는 걸 좋아해요. ... 그들이 서로 다투면서, 문제가 생겨나오는 게 훨씬 더 현실적이라고 생각해요"라고 말했다. 《불의 잔》으로 세 개의 상에 후보 지명된 왓슨은 오토 어워드에서 브론즈 스타상을 수상했다.
그해 말, 왓슨은 틴 보그의 커버 표지를 장식한 가장 어린 스타로 기록되었고, 2009년 8월 다시 커버를 장식했다. 2006년, 왓슨은 엘리자베스 여왕의 80번째 생일을 축하하는 기념 행사로 기획 된 《여왕의 핸드백》 중에 《해리 포터》의 스페셜 미니 에피소드 공연으로 헤르미온느를 연기했다.

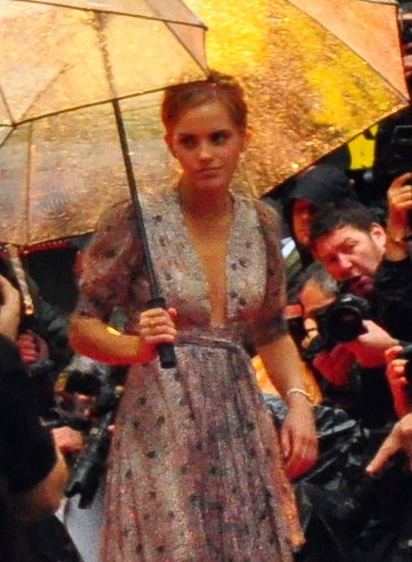
2009년 7월, 《해리 포터와 혼혈 왕자》 시사회에서 왓슨.

《해리 포터》 프랜차이즈의 다섯 번째 《해리 포터와 불사조 기사단》이 2007년 개봉되었다. 이 영화는 전 세계 주말 오프닝으로 3억 327만 달러의 엄청난 흥행 수익을 기록했다. 왓슨은 내셔널 무비 어워드에서 최우수 여우주연상을 수상했다. 시리즈로 여배우로서 큰 명성을 얻은, 왓슨은 2007년 7월 9일 《해리 포터》 공연자의 다니엘 래드클리프와 루퍼트 그린트와 함께 헐리우드의 TCL 차이니즈 시어터 앞에 그들의 손, 발과 마법 지팡이의 프린트를 남기는 행사를 가졌다.
2007년 7월, 왓슨은 《해리 포터》 시리즈로 그녀는 1,000만 파운드(한화 200억원)의 수입을 벌어들였고, 2009년 포브스에서 선정한 '가장 가치있는 어린 스타' 리스트에 6위에 선정되었다. 2010년 2월에는 2009년 동안 1,900만 파운드(한화 330억원)의 수입을 벌어들인 것으로 알려져 '헐리우드에서 가장 높은 수입의 여성 스타'로 선정되었다. 하지만 《불사조 기사단》의 엄청난 성공에도 불구하고 세 주인공들은 미래의 《해리 포터》 프랜차이즈에 남은 두 편의 그들의 역할에 계속해 계약서에 사인하는 것을 망설인 것으로 알려졌다. 래드클리프는 결국 2007년 3월 2일 마지막 편에 대한 사인을 했는데, 왓슨은 상당히 주저했다. 그녀는 4년간 영화에 시간을 바쳐야 하기 때문에 중요한 결정이였다고 설명했다. 결국에는 "헤르미온느를 그렇게 떠나 보낼 수는 없었다"며 마음을 굳힌 이유를 밝히고 2007년 3월 23일 사인했다.

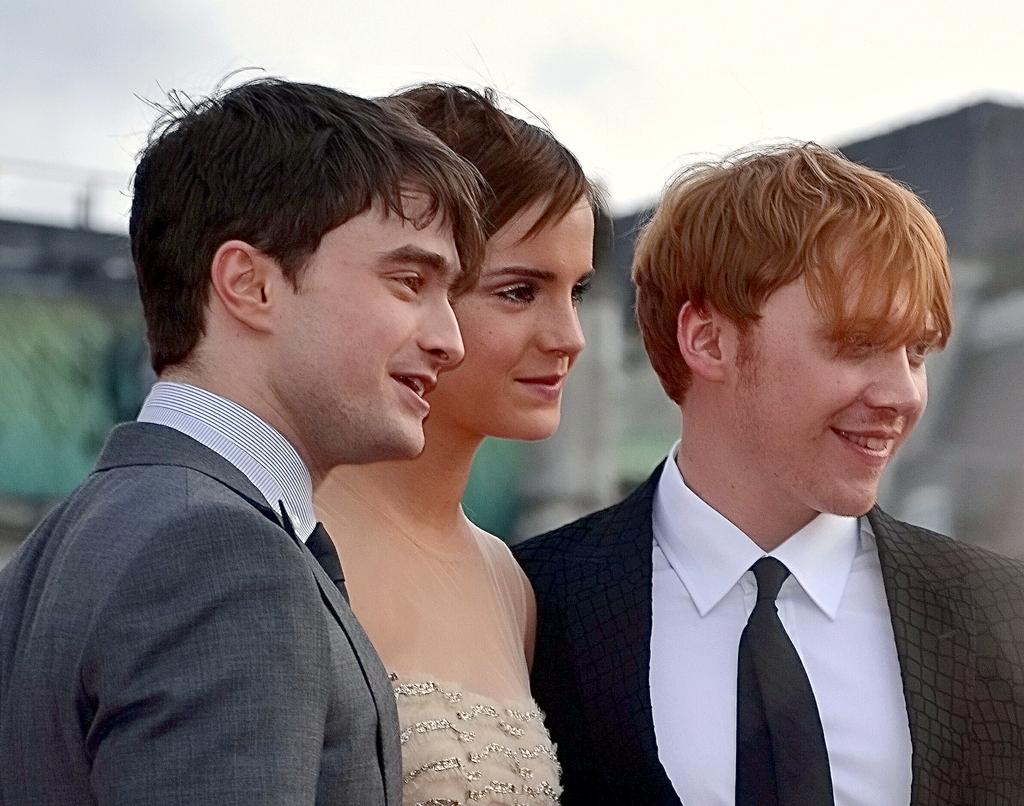
2012년 7월, 《해리 포터와 죽음의 성물 2》 런던 시사회에서 다니엘 래드클리프(왼쪽)와 루퍼트 그린트와 함께한 왓슨.

왓슨은 2007년 《해리 포터》를 벗어난 첫 번째 작품으로 BBC 텔레비전 영화 《발레 슈즈》에 출연했는데, 이 작품은 노엘 스트릿필드의 동명의 소설을 각색했다. 이 영화의 산드라 골드바처 감독은 장차 여배우가 되려는 폴린 파슬 역을 연기한 왓슨에 대해 “완벽하다”에 이어, “그녀는 날카로우면서도 섬세한 아우라가 있다.”고 평가했다. 《발레 슈즈》는 평단의 평가는 엇갈렸지만, 영국의 방송 2007년 박싱 데이에 570만 뷰를 기록하며 성황리에 방송되었다. 이 작품에는 왓슨의 이복여동생 루시가 그녀의 아역으로 출연하기도 했다.
왓슨은 또한 그녀의 성우 데뷔작으로 애니메이션 영화 《작은 영웅 데스페로》에서 피 공주 역할을 연기했고, 이 영화에는 시고니 위버, 더스틴 호프만, 매슈 브로더릭과 《해리 포터》에서 공연한 로비 콜트레인(루베우스 해그리드)이 출연했다. 이 영화는 2008년 12월 개봉되어 전 세계에서 870만 달러의 흥행 수익을 거뒀다.
2007년 말 《해리 포터》의 여섯 번째 작품의 본 촬영이 시작한 때, 왓슨의 파트는 12월 18일부터 2008년 5월 17일에 촬영되었다. 《해리 포터와 혼혈 왕자》는 2009년 7월 15일 개봉되었다. 대부분의 주연 배우들은 10대 후반에 접어 들었으며, 로스 앤젤레스는 “현대 영국 연기에 포괄적인 가이드”라고 평가했다. 워싱턴 포스트는 “지금까지 왓슨의 연기 중 가장 매력적”이라고 평가했으며, 반면 데일리 텔레그래프는 주연 배우들에 대해, “새로운 해방과 활기를 불어넣었고, 그들은 남은 시리즈에서 가진 모든 것을 보여줄 것이다.”라고 평했다. 2008년 12월, 왓슨은 《해리 포터》 시리즈의 촬영을 마친 후에 대학에 진학하고 싶다고 말했다. 왓슨은 2부작으로 나뉘는 최종 편인 《해리 포터와 죽음의 성물》 촬영을 2009년 2월 18일부터 시작해 2010년 6월 12일에 마무리했다. 촬영을 마친 직후, 왓슨은 “내가 100살이 되어 흔들의자 위에서 살아가게 되더라도, 《해리 포터》 시리즈에 출연했다는 걸 여전히 자랑스러워하고 있을 것”이라며 작품에 바친 10년의 세월에 대한 벅찬 마음을 표현하기도 했다. 재정 및 대본의 이유로, 원작은 연속적으로 촬영이 되었음에도 분할되어 개봉되었다. 1부는 2010년 11월에 개봉되었고, 2부는 2011년 7월 개봉되었다. 그녀는 이 영화에서 편당 1,500만 달러의 개런티를 받으며 성인으로서 톱스타의 반열에 올랐다. 이후 원 나잇 온리의 노래 〈Say You Don't Want It〉의 뮤직 비디오에 출연했고, 이는 2010년 6월 26일에 채널 4에서 첫 공개되었다. 왓슨은 《해리 포터》를 마친 후, 첫 역할로 2011년 영화 《마릴린 먼로와 함께한 일주일》에서 주인공 콜린 클라크(에디 레드메인)와 사랑에 빠지는 의상 보조 루시 역을 연기했다.

### 2012 - 현재

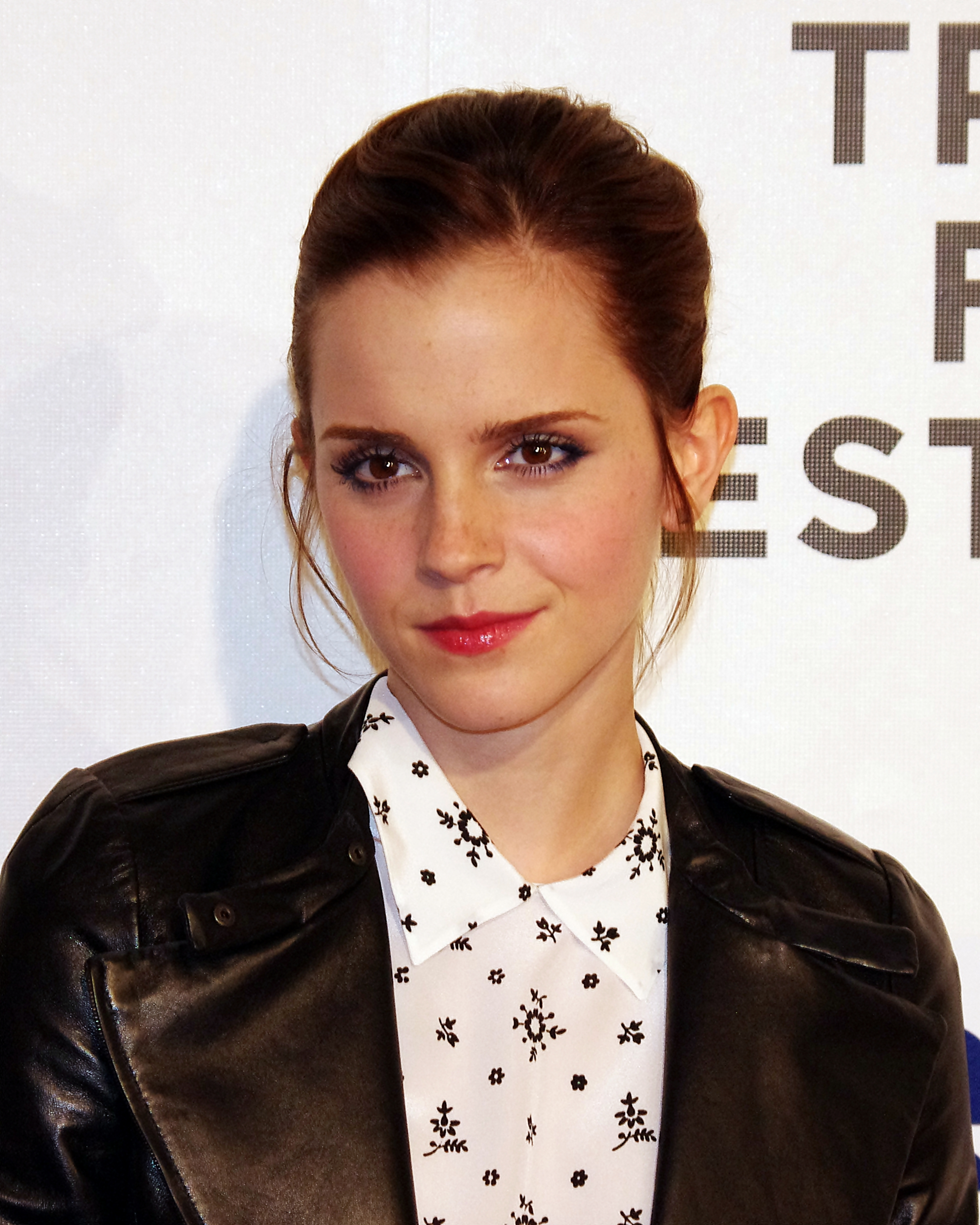
2012년 트라이베카 영화제에서 왓슨.

2010년 5월, 왓슨은 동명의 소설을 각색한 영화 《월플라워》에 출연한다고 발표했다. 이 영화의 촬영은 2011년 여름에 시작되었고 2012년 9월에 개봉되었다.
왓슨은 영화 《블링 링》(2013)에 닉키 무어 역할로 출연했다. 이 영화는 실제로 일어났었던 "블링 링" 강도 사건을 기반으로 제작되었고, 왓슨은 실존 인물 알렉시스 네이에즈를 연기했다. 그녀는 극중에서 텔레비전 탤런트로 일하며, 강도 사건에 연루된 일곱 중 한명이다. 영화에 대한 평단의 평가는 엇갈렸지만, 비평가들은 영화에서 닉키를 연기한 왓슨을 거의 만장일치로 칭찬했다. 왓슨은 아포칼립틱 코미디 영화 《디스 이즈 디 엔드》(2013)에 출연해, 그녀는 “자신들의 과장 된 버전”이라고 설명하며 세스 로건, 제임스 프랭코와 그외 많은 공연자들과 연기했고, 왓슨은 잊지 못할 손가락 욕을 날렸다. 왓슨은 그녀의 첫 코미디를 할 수 있는 기회를 놓치고 싶지 않았다고 밝히며, “지금 세계에서 ... 최고의 코미디언의 일부와 작업을 했다"라고 말했다.
2012년 6월, 왓슨은 대런 아로노프스키 감독의 영화 《노아》에 출연한다고 발표했고, 다음 달에 촬영을 시작해 2014년 3월 개봉되었다. 이 영화에서 그녀는 주인공 노아(러셀 크로우)의 양녀이자 샘(더글라스 부스)의 연인 일라 역을 연기했다.
2013년 3월, 왓슨이 "신데렐라"를 실사 디즈니로 새롭게 각색한 영화의 출연 협상을 하고 있다고 보도되었다. 케네스 브래너가 감독과 각색을 맡고, 케이트 블란쳇이 사악한 계모를 연기하고, 왓슨이 여주인공을 맡는다는 내용이였지만, 그녀의 출연은 무산되었다.
2012년, 영국의 저널리스트 엠마 포레스트의 회고록을 기반으로 각색되는 영화 《유어 보이스 인 마이 헤드》에서는, 왓슨이 그녀의 역할을 맡을 예정이었다. 마찬가지로 당시 《해리 포터》의 감독 데이빗 예이츠가 감독을 맡을 예정이라고 알려졌지만, 2013년 5월 인터뷰에서 왓슨은 영화에 출연하지 않는다고 했다. 스탠리 투치는 역할의 대체자로 에밀리 블런트에 의해 연기될 것이라고 말했다. 그러나 2013년 9월, 왓슨이 다시 한 번 포레스트의 역할을 맡고, 프란체스카 그레고리니로 새로운 감독이 확정되어, 그 해 11월에 촬영이 시작하는 것이 확인되었다.
2013년 6월, 《해리 포터》의 프로듀서 데이비드 헤이먼은 왓슨의 다음 영화는 미출시 된 소설을 기반으로 한 3부작의 《Queen of the Tearling》이 될 것이라고 언급했다. 그녀는 영화의 여주인공 켈시 글린을 연기하는 것과 동시에 총괄 프로듀서도 맡는다고 전했다. 이 영화는 워너 브라더스에서 배급 될 예정으로 알려졌다. 2013년 9월, 왓슨은 아데나 할펀의 2010년 소설 "29"를 각색한 영화 《위아영》에 출연할 것이라고 보도되었다. 이 영화는 그녀의 딸보다 그녀의 손녀(왓슨)와 함께 더 많은 시간을 보내는 젊은 마음을 가진 할머니에 초점을 맞추고 있다. 《월플라워》에서 작업한 스티븐 크보스키가 감독을 맡는다고 보도되었다.
2013년 10월, 왓슨은 영국 GQ에서 뽑은 '올해의 여성'으로 선정되었다. 같은 달, 그녀는 2013 가장 섹시한 영화 배우의 독자 설문 조사에서 이름을 올린 두 명의 영국 배우 중 한 명이였고, 50,000명 이상의 영화 팬들의 뜨거운 온라인 투표 지지를 받아 스칼렛 요한슨과 제니퍼 로렌스를 누르고 여배우 1위를 차지했다. 왓슨은 2014년 로스 앤젤레스에서 열린 브리타니아 시상식에서 참석해, 올해의 영국 예술가상을 수상했고 《마법사의 돌》의 촬영 중에 죽은 그녀의 애완동물 햄스터에 상을 바쳤다.
왓슨은 2015년 개봉된 스릴러 영화 《콜로니아》에서 다니엘 브륄과 미카엘 니크비스트와 공연했고,
그녀는 또한 2015년 8월 말에 개봉된 스릴러 영화 《리그레션》에서 알레한드로 아메나바르가 감독을 맡아 에단 호크와 《해리 포터》에서 공연한 데이빗 듈리스와 호흡을 맞췄다.
2016년 2월, 왓슨은 1년간 연기 경력에 공백을 낼 것이라고 발표했다. 그녀는 "자기 개발"과 여성권 운동에 시간을 투자할 계획이라고 말했다.
왓슨은 "미녀와 야수"를 실사로 새롭게 각색한 디즈니의 영화에서 벨 역할을 맡아 상대 역할 야수의 댄 스티븐스와 공연할 예정이라고 보도 되었다. 그녀는 영화에서 처음 노래를 부르는데 “그 자체가 겁이 났다.”라고 말했다. 이 영화는 2017년 3월 17일에 개봉되었다. 또한 이 영화는 박스오피스에서 12억 달러 이상을 벌여들였고, 역대 14번째로 많은 수익을 올린 영화로 부상했다. 이후, 4월 데이브 에거스의 동명의 소설을 각색한 영화 《더 서클》이 개봉했다. 왓슨은 메이 홀랜드 역을 맡아 톰 행크스와 공연하였다.
2018년 8월, 그레타 거윅 감독의 영화 《작은 아씨들》에 영화 프로모션으로 스케줄 조정이 힘들어진 엠마 스톤을 대신해 합류하였다.미국 소설가 루이자 메이 올컷의 동명 소설을 영화화하는 작품으로 남북전쟁 시대를 배경으로 네 자매의 이야기를 담았다. 왓슨은 첫째 딸 메그 마치 역을 맡아 시얼샤 로넌, 메릴 스트립, 티머시 섈러메이, 로라 던, 크리스 쿠퍼와 함께 공연했다. 영화는 2019년 크리스마스에 개봉되었다.

## 모델과 패션
2005년, 왓슨은 틴 보그의 화보 촬영을 하며, 모델 경력을 시작했고, 이는 커버 표지를 장식한 가장 어린 스타였다. 3년 후, 영국 언론은 왓슨이 샤넬 패션 하우스(코코 마드모아젤)의 얼굴이였던 키이라 나이틀리의 후속 모델로 선정되었다고 보도했지만, 하지만 이는 양측 모두 사실 무근이라고 밝혔다. 그리고 소문이 돈 몇달 후인 2009년 6월, 왓슨은 그녀가 버버리의 2009 가을/겨울 캠페인 얼굴로 높은 개런티를 받고 계약했다고 보도되었다. 그녀는 또한 버버리의 2010 봄/여름 캠페인에도 추가적으로 등장했으며, 그녀의 남동생 알렉스, 뮤지션 조지 크레이그와 맷 길모어, 모델 맥스 허드와 호흡을 맞췄다. 2011년 2월, 왓슨은 엘르 영국에서 주관하는 시상식에서 스타일 아이콘상을 데임(Dame) 비비안 웨스트우드으로부터 수상했다. 2011년 3월, 왓슨은 뷰티 브랜드 랑콤의 얼굴로 발탁되었고, 그녀는 패션 광고에 지속적으로 등장했다.
2009년 9월, 왓슨은 재활용과 공정 무역으로 옷을 만드는 친환경 의류브랜드 피플 트리(People Tree)와 콜라보레이션 상품을 선보인다고 발표했다. 왓슨은 피플 트리에서 2010년 2월 출시된 의류의 봄 상품을 만드는 크리에이티브 어드바이저(고문)으로 참여했고, 프랑스 남부와 런던에서 영감을 받은 다양한 기능을 갖춘 스타일을 선보였다. 이 컬렉션에 대해 타임즈는 “매우 기발하다.”고 했지만, “최초 직조라는 난관에서 엉키게 됨을 조용히 희망”이라고 언급했다. 이 상품을 널리 홍보하기 위해 틴 보그, 코스모폴리탄과 피플 매거진에 등장했다. 왓슨은 콜라보레이션 작업에 대한 수당은 전혀 받지 않았으며, 상품의 범위를 매우 좁혔다고 했다. 하지만 그녀는 "패션은 사람들에게 권한을 부여하고 기술을 제공하는 훌륭한 방법입니다. 자선 단체에 기부하는 것보다는 사람들이 만드는 옷을 사고, 그들이 자존심을 갖도록 하여 도울 수 있다"고 했으며, "저 같은 젊은 사람들도 패스트 패션을 둘러싼 인도주의적 문제를 점차 인식하고 있으며, 좋은 선택을 하고 싶으나, 선택의 여지가 많지 않다."고 덧붙였다. 왓슨은 피플 트리 2010 가을/겨울 컬렉션으로 출시되는 캠페인에 계속 참여했다.
왓슨은 2014년 브리티쉬 패션 어워드에서 데이비드 베컴, 아말 알라무딘과 키이라 나이틀리와 경쟁해 최우수 영국 스타일상을 수상했다.

## 학업

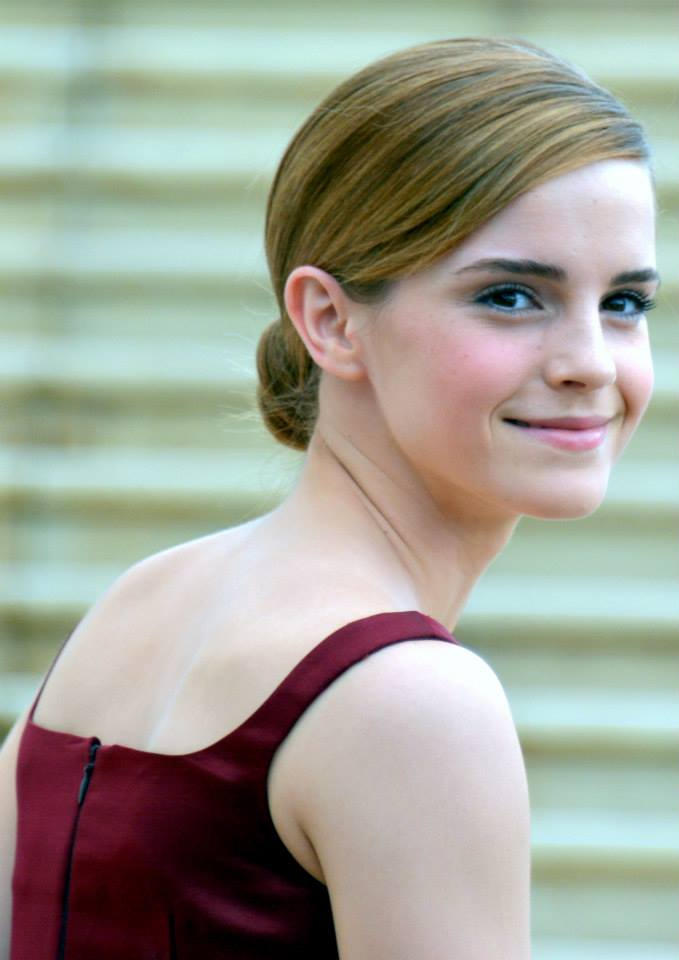
2013년 칸 영화제에서 왓슨.

고등학교를 졸업한 후, 왓슨은 갭이어 기간 동안 2009년 2월부터 《해리 포터와 죽음의 성물 1》의 촬영을 시작했는데, 그녀는 자신이 공부를 계속할 예정임을 밝혔다. 이후, 로드아일랜드주 프로비던스에 위치한 브라운 대학교에 진학할 것이라고 말했다. 영국의 연예잡지 《패스트매거진》과의 인터뷰에서 그녀는 브라운 대학교에 진학하게 된 이유로 “브라운대의 교육과정이 마음에 들었고, 영국을 떠나 사람들의 시선으로부터 자유롭고 싶었다.”고 말했다. 대학에 입학한지 18개월이 되던 2011년 3월의 왓슨은 "한 학기 또는 두 학기" 동안 휴학을 한다고 발표했고, 2011-12년 동안 옥스퍼드 대학교 우스터 칼리지에 "교환 학생"으로 재학했다.
왓슨은 《엘런 디제너러스 쇼》에 출연해, 자신이 “영화 촬영으로 전체 학기 중에서 두 학기를 휴학하여 5년만에 끝내 졸업을 했다.”고 말했다. 2014년 5월 25일, 그녀는 브라운 대학교 영문학 학사 학위를 받아 졸업했다. 2013년, 그녀는 요가와 명상을 가르칠 수 있는 공인 자격증을 땄고, 이 자격의 일환으로 캐나다에 있는 시설에서 1주일간의 명상 코스에 참석했는데, 여기서는 거주자가 "스스로 집에서 시간을 보낼 수 있도록" 말 하는 것이 금지되어 있다. 그녀는 엘르 오스트레일리아와의 인터뷰에서 "전 '내 집에서 항상 안전하다고 느낄 수 있는 방법을 찾아야 한다.'고 생각해요, 왜냐면 전 물질적인 장소에만 의존할 수는 없기 때문이에요."라고 말했다.

## 사생활
왓슨은 2011년 옥스퍼드 대학교에 교환 학생으로 들어간 첫 해에 만난 같은 학교 학생 윌 아다모위츠와 데이트를 시작했다. 그는 그녀가 2013년 MTV 무비 어워드에서 개척자상(Trailblazer Award)을 수상했을 때 함께 동석했다. 두 사람은 2014년 초 결별했다. 그해 말, 왓슨은 옥스퍼드 럭비선수의 맷 제니와 데이트를 시작했다. 11월에 종지부를 찍은 관계에 대해, 왓슨의 대변인은 결별은 그녀의 "끊임없는 일 스케줄" 때문이라고 밝혔다. 《피플 매거진》과의 인터뷰에서 왓슨은 “이별은 너무 힘겨운 일”이고, 이후 캐나다의 사적인 시설에서 일주일간 명상을 하며 지냈다고 했다. 왓슨은 이후 "명상 코스"와 결별은 전혀 관련없는 사실이라고 글을 남겼다.

## 여성 인권 운동
왓슨은 소녀들을 위한 교육을 추진하기 위해, 방글라데시와 잠비아를 방문했다. 2014년 7월, 그녀는 UN 여성 친선대사로 위촉되었다. 그해 9월, 왓슨은 뉴욕의 UN 본사에서 열린 UN의 양성평등을 지지하는 여성 인권신장 캠페인 히포쉬(HeForShe)를 런칭하는 행사에 참석해 첫 연설을 하였다. 이 날 연설에서 그녀는 “제가 8세 때 학부모를 위한 연극의 연출을 맡으려 했을 때 소년은 아니였지만 '남자처럼 나댄다(bossy)'는 말을 듣고 무척 혼란스러웠고, 14세 때 미디어에서 성적으로 묘사되는 것을 경험했으며 15살 때 친구가 여자라는 이유로 스포츠 팀에서 근육질로 보이기 싫다는 말을 이유로 나갔다.페미니즘이라고 말하면 여성의 권리를 위한 투쟁이 종종 '남성에 대한 증오'와 같은 의미가 되어 버린다는 사실을 깨달았다. 이 같은 현실을 바꿔야 한다. 페미니즘의 정의는 남성과 여성이 동등한 권리와 기회를 가져야 한다는 믿음이고 이는 정치적, 경제적, 사회적 평등을 의미한다. 양성평등 문제는 우리 모두의 문제이며, 보다 많은 남성들이 변화에 참여해 말뿐만이 아닌 실재하는 양성평등으로 변화해야 한다.”라고 강조했다. 왓슨은 이후, 성 평등에 대한 연설을 하고 난 직후 그녀의 알몸사진을 웹사이트에 내보내겠다는 협박을 받았으며, 인터뷰에서 “당연히 장난인 줄 알았다. 난 누드 사진이 없기 때문이다. 내가 여성권리에 대해 말하자마자 협박당했다. 정말 충격을 받았고 바로 이런 일이 발생하는 게 현실이라고 생각했다. 여성들은 위협받고 있다.”고 말했다.
2015년, 왓슨은 말랄라 유사프자이와 말랄라의 다큐멘터리 《He Named Me Malala》의 프리미어 행사에서 첫 만남을 가졌고, 말랄라는 인터뷰에서 다음과 같이 말했다.
| “ | “처음에는 페미니스트란 말에 대해 부정적인 반응과 긍정적인 반응을 함께 들어, 내가 페미니스트인가, 아닌가라고 말하기를 주저했었다. 하지만 그런 자신을 변화시킨 것이 바로 UN에서 엠마 왓슨의 연설이었다.” | ” |

또한 9월, 왓슨은 UN 여성 친선대사로 위촉이 된 후, 그녀는 첫 번째로 우루과이에 방문해, 그녀는 여성의 정치 참여에 대한 필요성을 강조하는 연설을 했다. 12월, 《미즈여성재단》(Ms. Foundation for Women)이 실시한 '2014 페미니스트 셀러브러티(유명인)' 설문조사에서 1위를 차지했으며, 《타임지》가 선정한 '여성들의 성과 톱10'에 선정되었다. 왓슨은 또한 2015년 1월, 세계 경제 포럼의 연간 겨울 회의에서 남녀 평등에 관한 연설을 했다. 왓슨은 남성잡지 《애스크멘》에서 실시한 '2015 TOP 99 최우수 여성' 설문조사에서 1위를 차지했다. 그녀가 만 25세가 된 때, 왓슨은 타임 100(미국 타임지가 매년 선정하는 세계에서 가장 영향력 있는 100인)에서 26위를 차지했다.(이 순위에 처음으로 이름을 올렸다.) 뉴욕 타임스의 전 편집자 질 에이브럼슨은 왓슨을 칭찬하며, “페미니즘에 대한 대담하고, 영리함”과 사람들을 참여시키기 위해 노력하는 모습이 “신선하다.”고 말했다.
2016년 1월, 엠마 왓슨은 페미니즘 굿리즈 독서 모임인 《Our Shared Shelf》를 개설했다. 이 클럽의 목적은 페미니즘 아이디어의 공유와, 그 주제에 대한 토론이다. 매달마다 책 하나가 선정되고, 그 달의 마지막 주에 토론된다. 첫 번째 선정된 책은 글로리아 스타이넘의 《길 위의 나의 인생》으로, 이 책에 대해서는 런던의 How to:Academy에서 2월 24일에 인터뷰한 바 있다.

## 출연 작품

### 영화
| 연도 | 제목 원제목                                                             | 역할                | 감독                    | 참고                            |
| ---- | ----------------------------------------------------------------------- | ------------------- | ----------------------- | ------------------------------- |
| 2001 | 해리 포터와 마법사의 돌 Harry Potter and the Philosopher's Stone        | 헤르미온느 그레인저 | 크리스 콜럼버스         | 첫 주연작품이자 스크린 데뷔작품 |
| 2002 | 해리 포터와 비밀의 방 Harry Potter and the Chamber of Secrets           | 헤르미온느 그레인저 | 크리스 콜럼버스         |                                 |
| 2004 | 해리 포터와 아즈카반의 죄수 Harry Potter and the Prisoner of Azkaban    | 헤르미온느 그레인저 | 알폰소 쿠아론           |                                 |
| 2005 | 해리 포터와 불의 잔 Harry Potter and the Goblet of Fire                 | 헤르미온느 그레인저 | 마이크 뉴얼             |                                 |
| 2007 | 해리 포터와 불사조 기사단 Harry Potter and the Order of the Phoenix     | 헤르미온느 그레인저 | 데이비드 예이츠         |                                 |
| 2008 | 작은 영웅 데스페로 The Tale of Despereaux                               | 피 공주 (더빙)      | 샘 펠 로버트 스티븐하겐 | 애니메이션 영화                 |
| 2009 | 해리 포터와 혼혈 왕자 Harry Potter and the Half-Blood Prince            | 헤르미온느 그레인저 | 데이비드 예이츠         |                                 |
| 2010 | 해리 포터와 죽음의 성물 1 Harry Potter and the Deathly Hallows – Part 1 | 헤르미온느 그레인저 | 데이비드 예이츠         |                                 |
| 2011 | 해리 포터와 죽음의 성물 2 Harry Potter and the Deathly Hallows – Part 2 | 헤르미온느 그레인저 | 데이비드 예이츠         |                                 |
| 2011 | 마릴린 먼로와 함께한 일주일 My Week with Marilyn                        | 루시                | 사이먼 커티스           |                                 |
| 2012 | 월플라워 The Perks of Being a Wallflower                                | 샘                  | 스티븐 크보스키         |                                 |
| 2013 | 블링 링 The Bling Ring                                                  | 니키 무어           | 소피아 코폴라           |                                 |
| 2013 | 디스 이즈 디 엔드 This Is the End                                       | 본인                | 에번 골드버그           |                                 |
| 2014 | 노아 Noah                                                               | 일라                | 대런 애러노프스키       |                                 |
| 2015 | 콜로니아 Colonia                                                        | 레나                | 플로리안 갈렌베르거     |                                 |
| 2015 | 리그레션 Regression                                                     | 앤젤라 그레이       | 알레한드로 아메나바르   |                                 |
| 2017 | 미녀와 야수 Beauty and the Beast                                        | 벨                  | 빌 콘던                 |                                 |
| 2017 | 더 서클 The Circle                                                      | 메이 홀랜드         | 제임스 폰설트           |                                 |
| 2019 | 작은 아씨들 Little Women                                                | 마거릿 "메그" 마치  | 그레타 거윅             |                                 |

### 텔레비전
| 연도 | 제목 원제목                         | 역할          | 참고                                              |
| ---- | ----------------------------------- | ------------- | ------------------------------------------------- |
| 2007 | 발레 슈즈 Ballet Shoes              | 폴린 파슬     | 텔레비전 영화                                     |
| 2015 | 리처드 아미티지 The Vicar of Dibley | Rev. 아이리스 | 텔레비전 시리즈, 에피소드: "The Bishop of Dibley" |

## 같이 보기
- 해리 포터의 출연 배우 목록